# Хоенар
Хоенар (њем. Hohenahr) општина је у њемачкој савезној држави Хесен. Једно је од 23 општинска средишта округа Лан-Дил. Према процјени из 2010. у општини је живјело 4.964 становника. Посједује регионалну шифру (AGS) 6532013.

## Географски и демографски подаци
Хоенар се налази у савезној држави Хесен у округу Лан-Дил. Општина се налази на надморској висини од 305 метара. Површина општине износи 45,7 km². У самом мјесту је, према процјени из 2010. године, живјело 4.964 становника. Просјечна густина становништва износи 109 становника/km².